# Euonyx conicurus
Euonyx conicurus är en kräftdjursart som beskrevs av K. H. Barnard 1955. Euonyx conicurus ingår i släktet Euonyx och familjen Uristidae. Inga underarter finns listade i Catalogue of Life.